# (34828) Ishapuri
(34828) Ishapuri es un asteroide perteneciente al cinturón de asteroides, descubierto el 19 de septiembre de 2001 por el equipo del Lincoln Near-Earth Asteroid Research desde el Laboratorio Lincoln, Socorro, Nuevo México.

## Designación y nombre
Designado provisionalmente como  2001 SO168. Fue nombrado por Isha Puri (nacida en 2001) quien obtuvo el segundo puesto en la Feria Internacional de Ciencias e Ingeniería de Intel de 2018 por su proyecto de biología computacional y bioinformática. Asistió a la escuela secundaria Horace Greeley High School, Chappaqua, Nueva York, EUA.

## Características orbitales
Ishapuri está situado a una distancia media del Sol de 3,180 ua, pudiendo alejarse hasta 3,599 ua y acercarse hasta 2,762 ua. Su excentricidad es 0,131 y la inclinación orbital 4,955 grados. Emplea 2071,73 días en completar una órbita alrededor del Sol.
Pertenece a la familia de asteroides de (10) Hygiea.
Los próximos acercamientos a la órbita de Júpiter ocurrirán el 4 de octubre de 2025, el 7 de junio de 2036 y el 10 de febrero de 2047.

## Características físicas
La magnitud absoluta de Ishapuri es 14,16. Tiene 8,313 km de diámetro y su albedo se estima en 0,053.